# Rüdesheim am Rhein
Rüdesheim am Rhein – miasto w Niemczech w kraju związkowym Hesja, w rejencji Darmstadt, w powiecie Rheingau-Taunus.
Jest częścią wpisanej na listę światowego dziedzictwa UNESCO, doliny środkowego Renu. Miasto, otoczone winnicami, słynie z produkcji wina, znajduje się tu także wytwórnia brandy Asbach Uralt. Nad miastem wznosi się pomnik Niederwalddenkmal, postawiony z okazji zwycięstwa w wojnie francusko-pruskiej i powstania Cesarstwa Niemieckiego w 1871 r. W pobliżu znajduje się skała Loreley.

## Geografia
Rüdesheim am Rhein graniczy na wschodzie z Geisenheim, na południu z Bingen am Rhein, na zachodzie z Weiler bei Bingen i Trechtingshausen, a na zachodzie i północy z Lorch.

## Historia
Obszar miasta był najpierw zasiedlony przez Celtów, a następnie w naszej erze przez plemiona germańskie. W I wieku n.e. osiedlili się tu Rzymianie, którzy w pobliżu dzisiejszego miasta zbudowali most na drodze do Limesu.
Pierwsza wzmianka o mieście pochodzi z 1074 r. 1 stycznia 1818 Rüdesheim am Rhein otrzymało prawa miejskie.

## Atrakcje turystyczne
- Niederwalddenkmal(inne języki) z 1883 r. Od 1954 jest czynna kabinowa kolejka linowa, którą można się dostać z centrum miasta pod pomnik
- Drosselgasse(inne języki) – jedna z najbardziej znanych uliczek na świecie – 3 m szeroka i ok. 140 m długa ze znanym hotelem „Drosselhof” i wieloma winiarniami, którą odwiedza rocznie ok. 3 miliony turystów. Zjawisko Drosselgasse powstało w przeciągu wieków[2]
- melodia wygrywana na dzwonach wieży zamku przy Drosselgasse z przemarszem ruchomych figurek każdego dnia od 9:30 do 22:00
- Siegfrieds Mechanisches Musikkabinett (Muzeum Mechanicznych Instrumentów Muzycznych) – ukazuje zbiory ok. 350 instrumentów odtwarzających mechanicznie muzykę w czasie ostatnich 300 lat[3]
- Mysia Wieża w Bingen y XIV w. (niem. Mäuseturm) – kamienna wieża zbudowana na niewielkiej wyspie na Renie, niedaleko Bingen am Rhein (obecnie w granicach administracyjnych tego miasta)
- ruiny zamku Ehrenfels(inne języki)
- Rüdesheim am Rhein jest jednym z ośmiu miast, w którym co roku odbywają się widowiskowe pokazy sztucznych ogni, zatytułowane Rhein in Flammen (pol. „Ren w płomieniach”) w pierwszą sobotę lipca każdego roku między Niederheimbach–Bingen am Rhein/Rüdesheim am Rhein[4].

## Współpraca
Miejscowości partnerskie:
- Juliénas, Francja (partner dzielnicy Assmannshausen)
- Meursault, Francja
- Mezőkövesd, Węgry
- Oingt, Francja
- Swanage, Wielka Brytania

## Galeria

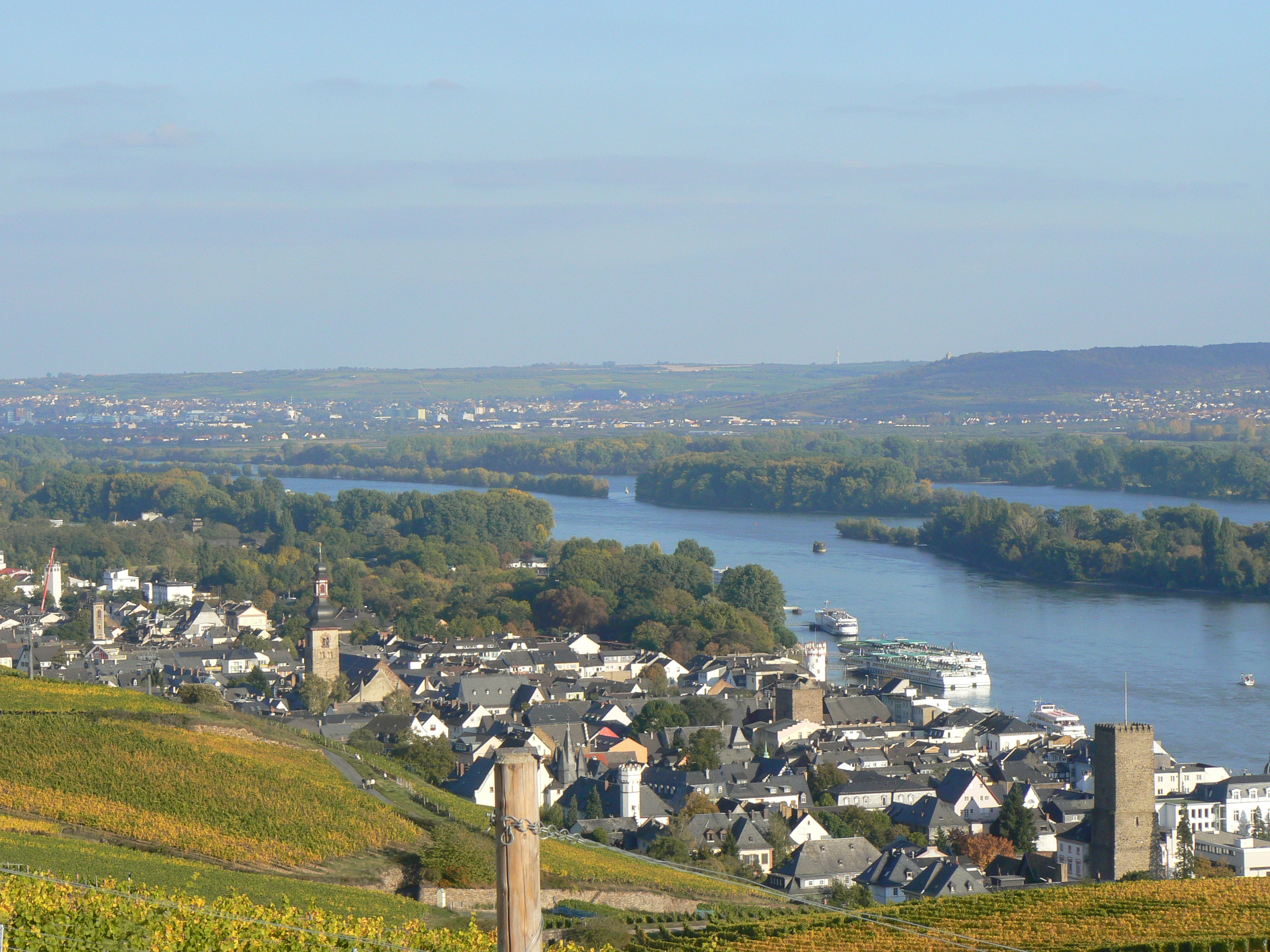
Panorama miasta
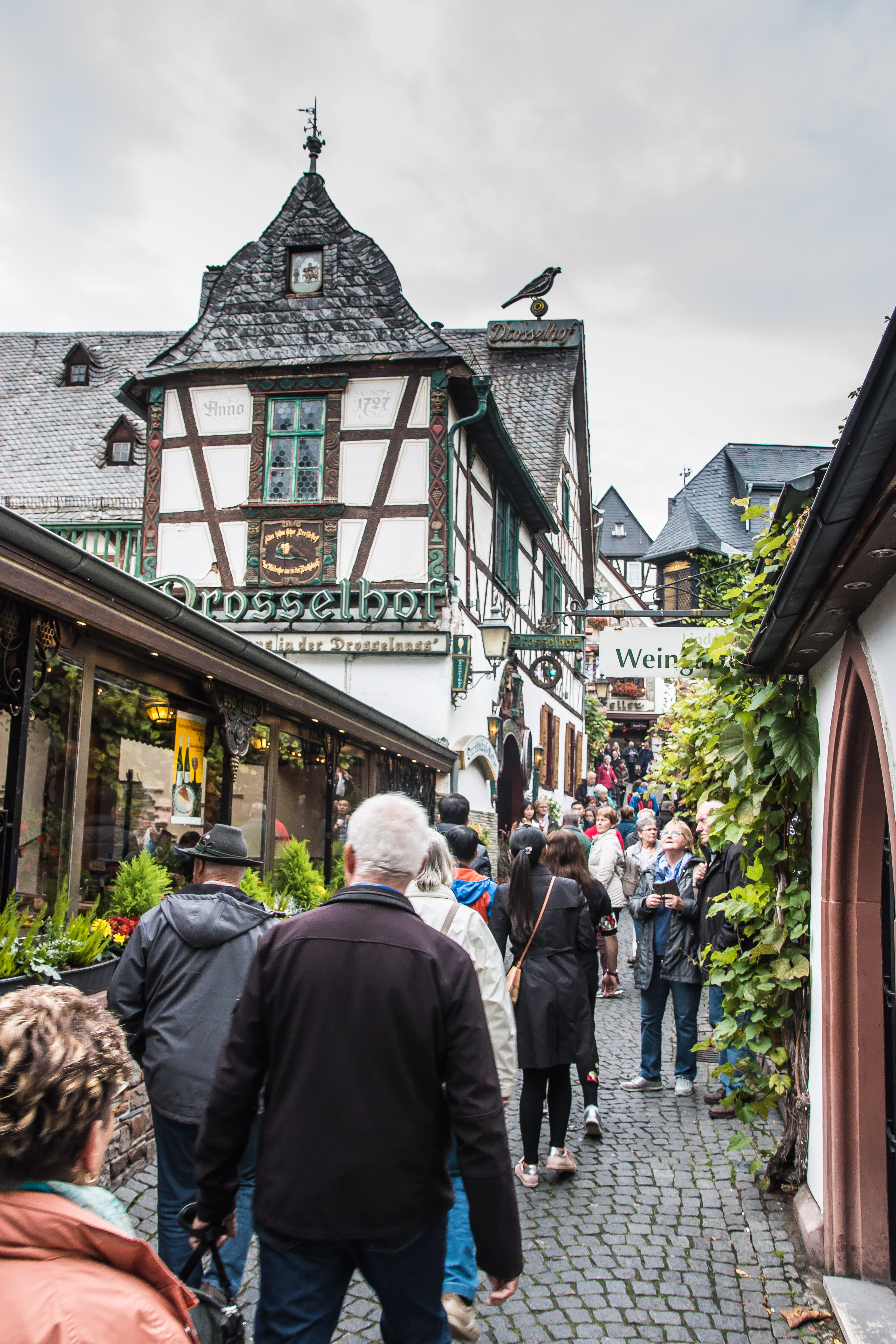
Drosselgasse z Drosselhof po lewej stronie
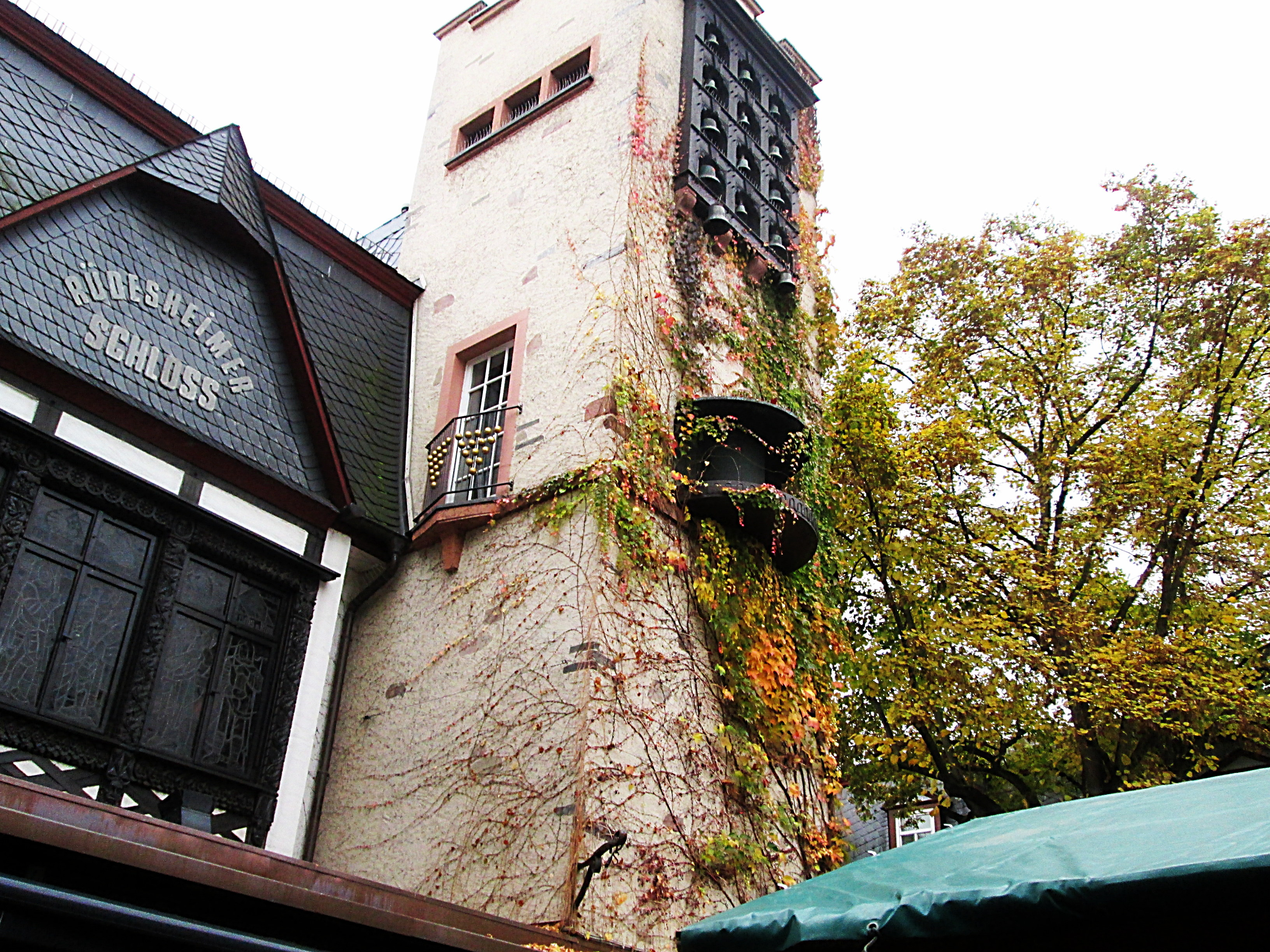
Wieża zamku przy Drosselgasse z Carillonem
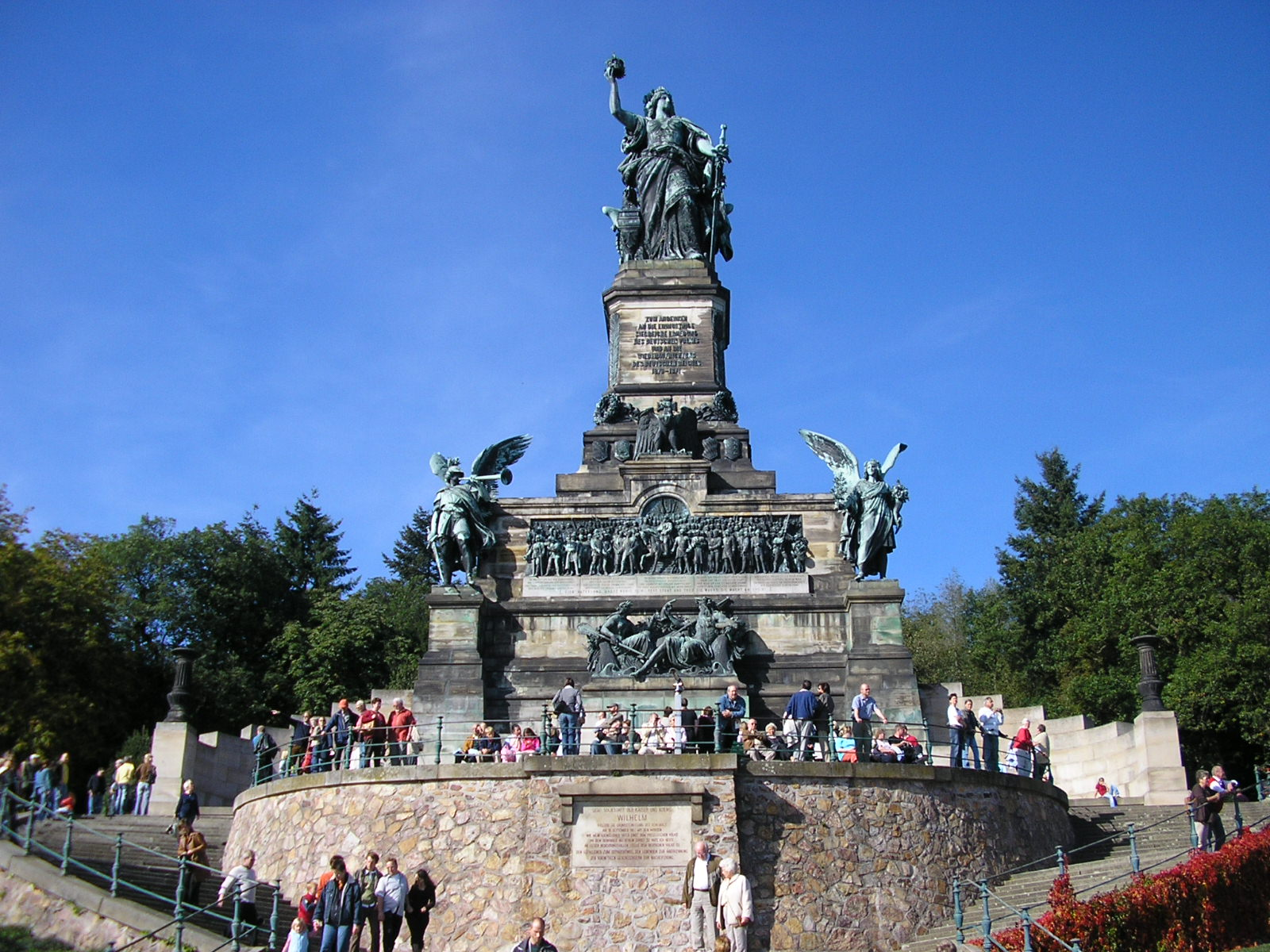
Pomnik Niederwald nad miastem
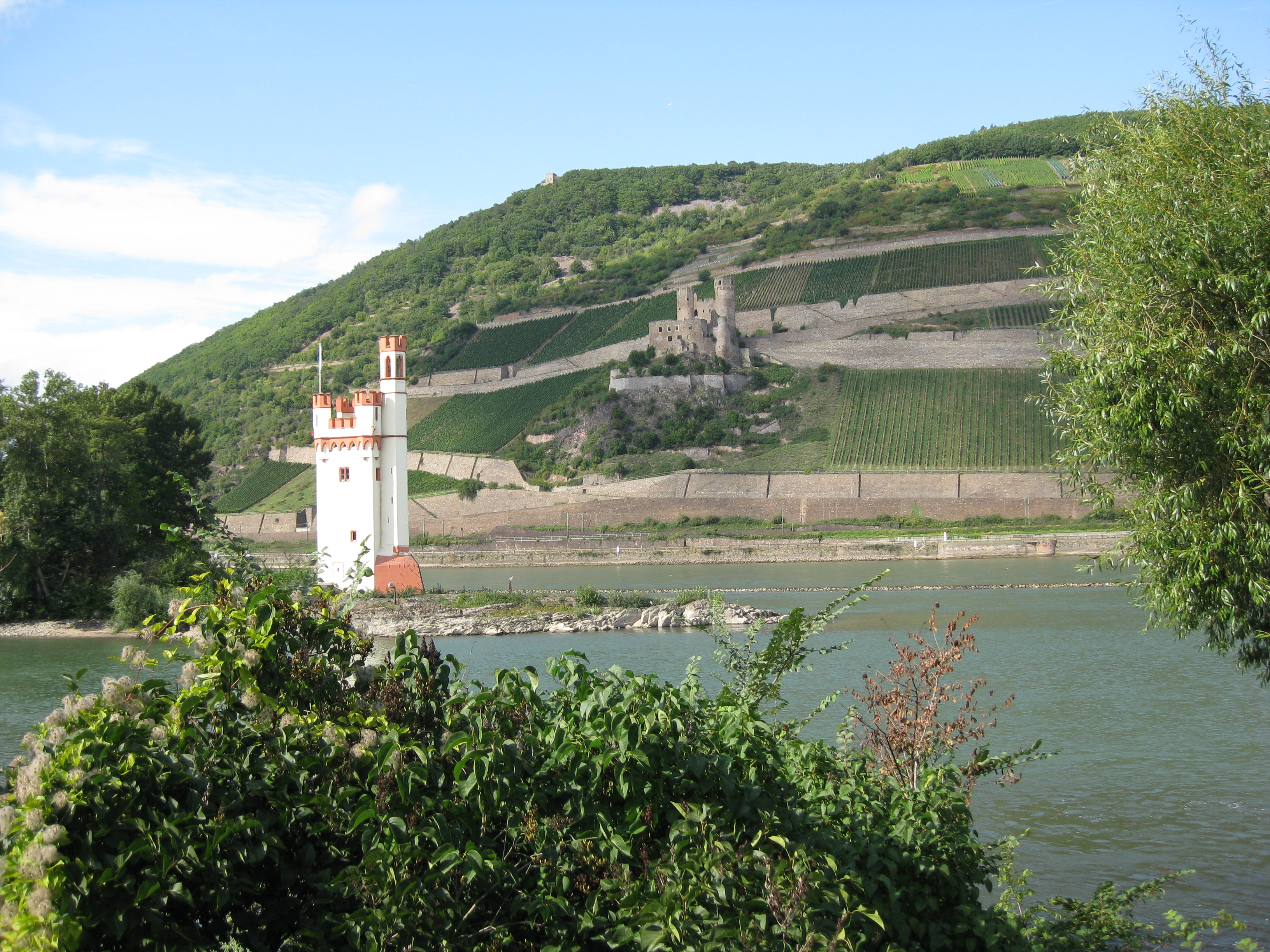
Ruiny zamku Ehrenfels i Mysia Wieża (Mäuseturm)
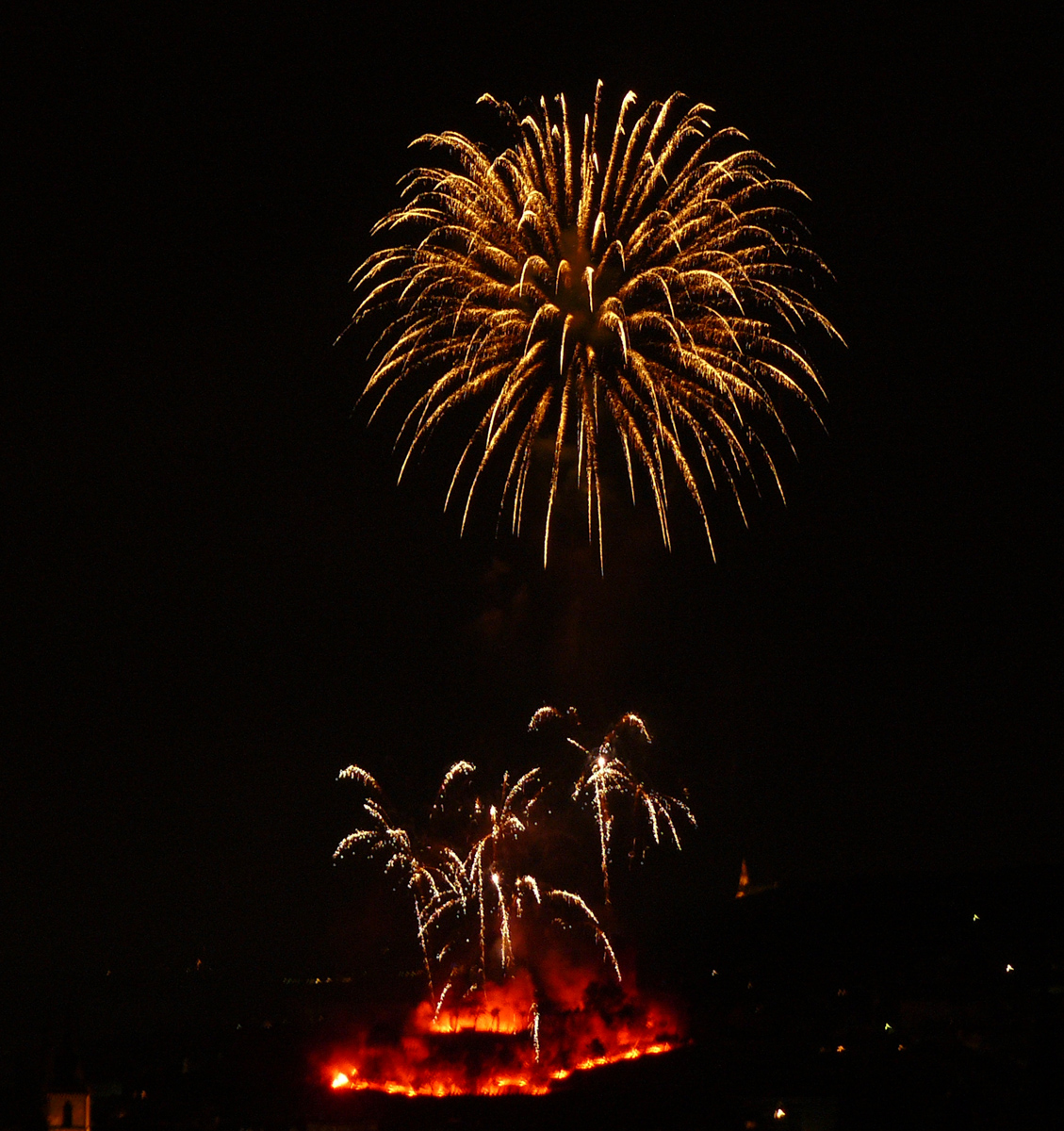
Sztuczne ognie z zamku Klopp (niem. Burg Klopp (2007) w Bingen podczas festynu Rhein in Flammen